# Hydnum investiens
Hydnum investiens é uma espécia de fungo pertence à família Hydnaceae.